# U.S. Men's Clay Court Championships 2015
U.S. Men's Clay Court Championships 2015, oficiálním názvem se jménem sponzora Fayez Sarofim & Co. U.S. Men's Clay Court Championships, byl tenisový turnaj pořádaný jako součást mužského okruhu ATP World Tour, který se hrál v areálu River Oaks Country Club na otevřených antukových dvorcích. Konal se mezi 7. až 12. dubnem 2015 v texaském Houstonu jako 47. ročník turnaje.
Turnaj s rozpočtem 488 425 dolarů patřil do kategorie ATP World Tour 250. Nejvýše nasazeným hráčem ve dvouhře se stal dvanáctý hráč světa Feliciano López ze Španělska, který ve čtvrtfinále podlehl Samu Querreymu.
Singlovou trofej vybojoval Američan Jack Sock a deblovou soutěž ovládl litevsko-ruský pár Ričardas Berankis a Teimuraz Gabašvili.

## Mužská dvouhra

### Nasazení
| Stát                           | Hráč                  | ATP | Nasazení |
| ------------------------------ | --------------------- | --- | -------- |
| Španělsko                      | Feliciano López       | 12. | 1.       |
| Španělsko                      | Roberto Bautista Agut | 15  | 2        |
| Jižní Afrika                   | Kevin Anderson        | 17. | 3.       |
| USA                            | John Isner            | 24. | 4.       |
| Kolumbie                       | Santiago Giraldo      | 31. | 5.       |
| Španělsko                      | Fernando Verdasco     | 34. | 6.       |
| Francie                        | Jérémy Chardy         | 38. | 7.       |
| USA                            | Sam Querrey           | 42. | 8.       |
| Žebříček ATP k 23. březnu 2015 |                       |     |          |

### Jiné formy účasti
Následující hráči obdrželi divokou kartu do hlavní soutěže:
- Lleyton Hewitt
- Feliciano López
- Janko Tipsarević

Následující hráči postoupili z kvalifikace:
- Facundo Argüello
- Chung Hyeon
- Guilherme Clezar
- Rogério Dutra Silva

### Odhlášení
před zahájením turnaje
- Gaël Monfils → nahradil jejGo Soeda
- Bernard Tomic → nahradil jej Tim Smyczek

### Skrečování
- Paolo Lorenzi
- Marinko Matosevic (poranění levé nohy)

## Mužská čtyřhra

### Nasazení
| Stát                                                                      | Hráč                | Stát      | Hráč              | ATP | Nasazení |
| ------------------------------------------------------------------------- | ------------------- | --------- | ----------------- | --- | -------- |
| USA                                                                       | Bob Bryan           | USA       | Mike Bryan        | 2.  | 1.       |
| USA                                                                       | Eric Butorac        | Austrálie | Samuel Groth      | 64. | 2.       |
| Švédsko                                                                   | Robert Lindstedt    | Rakousko  | Jürgen Melzer     | 72. | 3.       |
| Polsko                                                                    | Mariusz Fyrstenberg | Mexiko    | Santiago González | 81. | 4.       |
| Žebříček ATP k 23. březnu 2015; číslo je součtem umístění obou členů páru |                     |           |                   |     |          |

### Jiné formy účasti
Následující páry obdržely divokou kartu do hlavní soutěže:
- Lleyton Hewitt /  Matt Reid
- Philipp Petzschner /  Janko Tipsarević

Následující pár nastoupil do čtyřhry z pozice náhradníka:
- Ričardas Berankis /  Teimuraz Gabašvili
- Somdev Devvarman /  Sanam Singh

### Odhlášení
před zahájením turnaje
- Ryan Harrison (poranění pravé kyčle)
- Marinko Matosevic (poranění levé nohy)

## Přehled finále

### Mužská dvouhra
- Jack Sock vs.  Sam Querrey, 7–6(11–9), 7–6(7–2)

### Mužská čtyřhra
- Ričardas Berankis /  Teimuraz Gabašvili vs.  Treat Conrad Huey /  Scott Lipsky, 6–4, 6–4